# Срби у Канади
Срби у Канади су грађани Канаде српског порекла или људи рођени у Србији који живе и раде у Канади. Срби су емигрирали у Канаду у више таласа током историје.

## Досељавање Срба у Канаду
1850. године први Срби, највероватније из Боке Которске и јужне Јадранске обале, емигрирали су у Канаду дуж реке Фрејзер и у Ванкувер. То су већином били млади момци који су бавили рударством и шумарством.
Други талас српских досељеника веже се за осамдесете године деветнаестог века. До почетка двадесетог века Срби су се досељавали и у друге делове Канаде, нарочито у провинцију Саскачеван, где је значајан број миграната потицао из Војводине, па тако српска заједница у Реџајни потиче из овог времена. Између 1907. и 1908. велики број Срба емигрирао је у Канаду из САД-а радећи у рудницима угља, железницама и на изградњи путева. До почетка Првог светског рата велики број Срба населио се у провинцији Онтарио, у Торонту, Хамилтону и на Нијагариним водопадима.
Трећи талас досељавања Срба у Канаду веже се за период између два рата, посебно између 1924—1929. и 1934—1939. Већина ових миграната сместила се у индустријским центрима у Онтарију.
Четврти талас српских миграната био је период након Другог светског рата (1947—1953). То су углавном били високо образовани људи.
Пети талас, после 1955. године чинили су углавном факултетски образовани људи помагани од стране породице или пријатеља.
Крај двадесетог века и почетак рата у Југославији узроковао је нови талас српских миграната у Канаду.
Познати су и проблеми идентификације Срба у Канади пре 1900. године. Они су погрешно били сврстани међу Аустријанце, Мађаре и Турке према државама по којима је данашња територија Србије била подељена у то време. Термин Србин први пут се појавио у попису 1901. године.

## Социјални и културни живот
Српска добровољачка друштва и организације су осниване за ублажавање економских потешкоћа нових имиграната и да им помогну у прилагођавању у канадско друштво. Српске организације у Канади данас укључују Српску братску помоћ, као и Српску националну академију у Канади која је била активна у позивању истакнутих српских писаца и историчара из Југославије и других земаља у Канаду за јавна предавања. Друге српске организације укључују културна и историјска друштва: Његош, Карађорђе и Меморијално друштво Тесла, и неколико омладинских фолклорних друштава као на пример, Опленац и Хајдук Вељко у Торонту.
Неколико новина и часописа створени су и објављени од стране канадских Срба и Срба који су учествовали у другим канадско-југословенским организацијама. Ове публикације су намењене такође Србима у САД. Прве српске новине у Канади, Канадски гласник објављене су 1916. у Веланду, Онтарију. Затим је објављен Српски гласник и многе друге новине. Српске новине Кишобран објављују се у Ванкуверу од 1997. Такође су објављиване разне публикације од стране цркве, верника, жена, младих, пословно-професионалних група, итд. и имају важну улогу у функционисању српске заједнице у Канади. Многи страни документи су досада донирани покрајинским и савезним архивама за јавну употребу.
Први Српски дан у Канади одржан је 1946. и одржава се годишње. Неколико радио програма доступно је Србима у већем делу канадских провинција. Срби у Канади познати су по организовању фудбалских клубова.
Многи канадски Срби задржали су српски језик и према попису из 2006. 52.705 људи навело је српски као матерњи језик. Српска православна црква у Канади делује кроз Епархију канадску. У Милтону постоји једини српски манастир у Канади, Манастир Светог преображења Господњег, као и велики број црквено-школских општина широм Канаде. Прва српска црква у Канади, Црква Свете Тројице изграђена је 1916. у Реџајни. Српски народни обичаји очувани су углавном кроз активности Српске православне цркве. У многим канадским градовима постоје традиционалне музичке и фолклорне групе, позоришта и спортски тимови, а неке цркве организују и часове српског језика.
Српска православна црква Светог архиђакона Стефана у Отави организује почетком септембра сваке године, за канадски Дан рада, српски културни фестивал. На њему наступа локална фолклорна група „Коло”, као и гостујући ансамбли из Канаде и других земаља.
Група од 57 грађана српске националности је 2002. године тужила државног тужиоца Канаде, тражећи накнаду штете у деликту и као правни лек према делу повеље о учешћу Канаде у НАТО бомбардовању Југославије али је Окружни суд Онтарија поништио тужбу.

## Торонто
Срби у Торонту су најбројнији српски досељеници у Канади. По попису из 2011. године око 13.500 становника Торонта изјаснило се да им је српски матерњи језик и да око 8.000 код куће прича српски. У Торонту постоји Генерални конзулат Републике Србије, а Срби у Торонту активни су у значајном броју српских културних и спортских удружења са духовном подршком у парохијама Српске православне цркве.

### Досељавање
Један од првих српских миграната у Торонту био је Сремац Херцег у августу 1903, а његова супруга у децембру 1910. године. Илија Јоксимовић из Београда стигао је у Канаду 1904, а Димитрије Белић из Неготина 1907. године. Нема података о досељавању Срба између 1907. и 1911. године. Нови мигранти почели су да се досељавају 1911. међу првима Теодор Пејчић, Младен Ристић и Васо Томић.
Велики број миграната који се доселио око 1912. године пристигао је из Ниша и околине. Међу њима био је и Божидар М. Марковић из Рогачице који је 1934. године основао Глас канадских Срба. У овом периоду неколико Црногораца такође се доселило у Канаду. Један од њих био је Радојица Булатовић који се вратио кући како би учествовао у Балканским ратовима. Зарија Јанкетић помогао је досељеницима да се запосле, пронађу смештај и прилагоде начину живота у Канади. Његов син Миливој приступио је канадској војсци у Првом светском рату и погинуо је у бици на француском фронту. Зарија се након рата вратио у домовину.
Жарко Трумиш из Шапца и његов млађи брат Милош, доселили су се у Америку 1907. Пет година касније Жарко, његова жена Катарина, девојачки Врбасковић, и брат прешли су у Канаду и 1913 населили се у Торонто. Они су били прва српска породица у Торонту. Прво Милош, а затим Жарко и његова жена придружили су се српској војсци као добровољци 1917, он као преводилац, а она као медицинска сестра. По завршетку рата вратили су се у Америку.
Између Балканских и Првог светског рата више од две хиљаде Срба живело је у Торонту. Већином су били нежење. Већина миграната потицала је из села са слабим образовањем. Ископавали су ровове и радили најтеже физичке послове за 25 центи на сат. Мањи број образованијих се оженио, довео породице и поставио своје корене у Новом свету.
Тек после Другог светског рата кад су се Срби окупили у великом броју, у фебруару 1948. основан је привремени одбор, са Божидаром Марковићем на челу, са циљем да пронађу и купе имање за изградњу цркве и хале. Разматрано је више локација, али на крају је изабрана она на којој се данас налази Црквено-школска општина Светог Саве.

### Култура
Српска национална академија у Канади брине се о очувању језика и културног наслеђа, уз читав низ активности на одржавању веза међу уметницима и научницима који се баве проучавањем српске историје и културе. Канадско-српска привредна комора бави се привредним везама Канаде и Србије, а Срби у Торонту се окупљају у Удружењу српских занатлија.
Канадско-српско доброчинство „Јован Дучић” име је једне од најактивнијих добротворних заједница. Српски центар за новодошле у Онтарију одиграо је велику улогу у прихватању таласе емиграције пре две деценије, последњих година значајно је смањио активност. „Serbian Young Professionals” је организација младих у Торонту која организује дружења забавног и хуманитарног карактера.
Српско културно-уметничко друштво „Опленац” негује српску традицију у бројним секцијама међу којима су фолклор, хор, драмски студио, оркестар, српска школа, итд. Сличним активностима баве се и Српско позориште у Торонту, Академија српске народне игре „Мирослав Бата Марчетић”, уметничка група „Зона 416”, Удружење песника и писаца „Десанка Максимовић”, Српско друштво „Кордун”...
За информисање Срба у Торонту задужени су дневне новине „Вести”, Новине Торонто, Српска телевизија, Глас канадских Срба и часопис САН.
Верници се на различитим духовним и културним догађајима окупљају у Цркви Светог Саве и Цркви Светог Архангела Михаила. У оближњој Мисисаги се окупљају у Храму Сабора српских светитеља и у Српском центру при цркви.
Међу српским спортским друштвима у Торонту најактивнији су Кошаркашки клуб Тројка, Фудбалски клуб Српски бели орлови и Мото клуб Тесла.
Свој простор и активност имају и хуманитарна организација „28. јун”, „Lifeline” фондација принцезе Катарине Карађорђевић, Српска народна одбрана, Покрет српских четника Равне горе као и месечни лист покрета „Србија”.

## Ванкувер
Први Срби у Ванкуверу, долазе двадесетих година 20. века. Многи досељеници, углавном из крајева Лике, Херцеговине и Црне Горе налазили су послове у рудницима Британске Колумбије. Жене, често неписмене, такође су налазиле тешке физичке послове. Иако многима није била намера да трајно остану у тим крајевима, већина је у Ванкуверу створила породице и никада се није вратила у стари крај.

### Период после Првог светског рата
После Првог светског рата, настанком Краљевине Срба, Хрвата и Словенаца, већину досељеника су чинили рибари из Далмације. Имали су своје бродове па су многи досељени Срби нашли посао код њих. Из године у годину Срби и Хрвати су били све ближи славећи заједно и један и други Божић, обе Нове године, итд. Њихова деца су одрастала заједно, међусобно женила и удавала, стварала своје породице.
Из таквог пријатељства и поштовања једних према другима дошло је и до куповине заједничке зграде на Хејтингс улици. Ту су се састајале и дружиле целе фамилије. Назвали су је „Јединство”. Биле су то касне тридесете године. „Јединство” је било омиљено састајалиште све до почетка Другог светског рата, када се тадашња заједница распала. Срби и Хрвати су се договорили да зграду продају и новац поделе.
Срби, у жељи да поново створе свој кутак, купују земљиште на месту на коме је сада зграда Црквено-школске општине Свети Архангел Михаило, у Хејтингс улици. Ратни вихор, који је тада харао Европом, је изградњу зграде одложио за боље дане. У то време је била важнија помоћ пријатељима и фамилији у старом крају.

### Период после Другог светског рата
По завршетку Другог светског рата удруженим снагама Срби из Ванкувера и Сијетла започињу изградњу свог првог дома. Завршен је и отворен 1947. године. Назван је „Плави Дунав”. Лепа зграда, како неки стари са поносом кажу – лепотица у том делу града – брзо је постала омиљено место за окупљање. У то време су се састајали сваке суботе и празника. Време је брзо пролазило уз причу и песме из старог краја. Било је уобичајено да на бину изађе једна група из Лике, отпева омиљене песме, затим је замени група из Херцеговине са својим песмама, па из Црне Горе, итд. Тако се певало до касно у ноћ.
Од 1947. године српска колонија је расла из дана у дан, посебно доласком многих политичких емиграната. Све више се осећала потреба за проповедањем Православне вере, па зграда „Плави Дунав” мења статус 1957. године и постаје Црквено-школска општина Цркве Светог Архангела Михаила која је колевка многих српских организација. Најпознатија и једна од најстаријих, „Српски савез Соко”, потекла је из Америке, затим Коло српских сестара „Косовка девојка”, фолклорни ансамбл „Млада Србадија” и фудбалски клуб „Бели орлови”.

### Нови културни центар
Црквено-школска општина је на свом земљишту у Бернабију изградила Цркву Светог Архангела Михаила и Српски културни центар са вишенаменском салом, библиотеком, позориштем и националним рестораном. Почетком 1990-их година, огроман број Срба се доселио у Канаду са простора бивше Југославије. Процењује се да сада између 15.000 и 20.000 Срба живи у Британској Колумбији.

## Познати Срби у Канади
- Адам Прибићевић, политичар и публициста
- Алекс Лајфсон, музичар и гитариста
- Алекс Петровић, хокејаш
- Александар Анђелић, хокејаш и хокејашки тренер
- Александар Милошевић, припадник ЈВуО
- Алија Коњхоџић, правник и новинар
- Ана Гинић, књижевник, новинар и библиотекар
- Ана Соколовић, композиторка класичне музике
- Андреј Аћин, редитељ и композитор
- Аца Матић, певач народне музике
- Благоје Братић, фудбалер
- Божидар Дамјановић Бенедикт, књижевник
- Бора Драгашевић, новинар и радијски водитељ
- Борис Спремо, фотограф
- Браца Бонифације, сликар
- Василије Томић, свештеник СПЦ
- Велимир Радиновић, кошаркаш
- Весна Нешић Недић, инжењерка грађевинарства, књижевница, новинарка, уредница и издавач
- Владислав Томовић, социолог и универзитетски професор
- Владимир Томашевић, електроинжењер
- Георгије (Ђокић), први епископ Епархије канадске
- Гордана Петковић Лаковић, писац
- Данијел Нестор, тенисер
- Дејан Јаковић, фудбалер
- Дејан Кравић, кошаркаш
- Димитрије Најдановић, теолог, књижевник и свештеник СПЦ
- Димитрије Пивнички, неуропсихијатар
- Добривоје Иванковић Пики, сликар
- Драган Кеса, хокејаш
- Драган Шекарић Шекс, сликар
- Драгана Варагић, глумица
- Дамаскин Давидовић, бивши епископ СПЦ
- Душан Зеленбаба, анестезиолог и бивши политичар
- Душан Миловић, инжењер грађевинарства и академик
- Ђуро Врга, књижевник и универзитетски професор
- Ђорђе Адања, уролог
- Емилија Баранац, глумица
- Живојин Жика Лазић, политичар
- Зоран Косановић, стонотенисер
- Иван Авакумовић, историчар и универзитетски професор
- Ивана Вујић, басиста
- Иванчица Ђерић, књижевник
- Јован Јоветић, професор, теолог и писац
- Катарина Костић, књижевник и новинар
- Лолита Давидович, глумица
- Љиљана Жикић Карађорђевић, писац
- Љиљана Лили Оташевић, сликарка
- Љиљана Љубишић, параолимпијска атлетичарка
- Мара Марковић Силађи, џудиста
- Марина Булатовић, ПР консултант, новинар и књижевник
- Мардарије (Ускоковић), први епископ америчко-канадски и светитељ СПЦ
- Матеја Стијачић, свештеник СПЦ
- Михајло Војнић, авантуриста
- Мила Малруни, бивша прва дама Канаде
- Миле Агатоновић Ага, певач народне музике
- Милан Борјан, фудбалер
- Милан Гајић, хокејаш
- Милан Лучић, хокејаш
- Милан Мића Петровић, певач
- Милован Бакић, фудбалер
- Милош Коцић, фудбалер
- Милош Раонић, тенисер
- Миодраг Којадиновић, писац
- Мирјана Роксандић, антрополог и универзитетски професор
- Миро Микетић, књижевник
- Мирослав Радошевић, књижевник
- Митрофан (Кодић), епископ Епархије канадске
- Мома Марковић, уметник
- Момчило Стојановић, фудбалер
- Небојша Чонкић, професор и музичар
- Негован Рајић, драматург и књижевник
- Никола Пашић, суоснивач Српске националне академије
- Нина Буњевац, илустратор
- Нина Кири, глумица
- Олга Видовић, инжењер агрономије и професор
- Олга Марковић, историчар
- Петар Жежељ, хокејаш
- Првослав Вујчић, књижевник
- Радмила Телебак Караћ, књижевник
- Радоје Кнежевић, професор и политичар
- Радомир Батуран, књижевник
- Ранко Радовић, књижевник
- Сава (Сарачевић), епископ Руске православне заграничне цркве
- Софија Шкорић, библиотекарка и суоснивач Српске националне академије
- Слободан Мисић, рукометни тренер
- Слободан Симоновић, научник и академик
- Снежана Ивковић, инжењерка, песникиња и новинарка
- Стана Катић, глумица
- Стево Тодорчевић, математичар
- Стефан Јанковић, кошаркаш
- Стефан Настић, кошаркаш
- Стефан Митровић, фудбалер
- Стојанка Раденовић Петковић, књижевник и преводилац
- Тијана Арнаутовић, Мис Канаде 2004.
- Том Ракочевић, политичар
- Урош Стаматовић, фудбалски тренер и бивши фудбалер
- Џејмс Трифунов, освајач олимпијске медаље у рвању
- Џери Спасић, новинар
- Џон Боснић, новинар

## Галерија
- Споменик Николи Тесли у Нијагари
- Споменик Дражи Михаиловићу код Хамилтонa
- Српски центар у Мисисаги
- Српски центар у Виндзору
- Планина Путник у Алберти